# یاسر شاهین
یاسر شاهین (عربی: ياسر شاهين؛ زادهٔ ۲۸ ژوئیهٔ ۱۹۸۹) یک ورزشکار اهل سوریه است.
از باشگاه‌هایی که در آن بازی کرده‌است می‌توان به باشگاه فوتبال الکرامه سوریه، باشگاه فوتبال الحد، تیم ملی فوتبال زیر ۲۳ سال سوریه، و تیم ملی فوتبال سوریه اشاره کرد.
وی همچنین در تیم‌های ملی فوتبال زیر ۲۳ سال سوریه سوریه بازی کرده است.